# 강창진
강창진(1979년 ~ )는 대한민국의 아나운서이다. 중앙대학교를 졸업하였고, 2007년 KNN에 입사하였다.

## TV
- KNN 모닝와이드 정보센터 (앵커)
- 뉴스투데이 정보센터 (진행)
- 라디오프로그램 출연 (진행)